# Gambeat
Gambeat (de son vrai nom Jean Michel Dercourt) est un musicien français, bassiste et contrebassiste, producteur, auteur-compositeur, DJ, coach, illustrateur et créateur de vêtements. Son style musical est un mélange de punk rock, de reggae, de ska, de salsa, mais aussi de musiques du monde. 
Il est le contrebassiste du groupe The French Lovers, puis bassiste du groupe Radio Bemba réuni par Manu Chao au début des années 2000. Il est l’un des membres phare du Groupe Radio Bemba avec Madjid Fahem, qui ont accompagné Manu Chao sur ses tournées de 2001 à 2017, ce qui lui a valu une renommée internationale et une influence significative sur la scène musicale alternative. 

## Biographie

### Débuts avec Mano Negra
Sous son nom de naissance, il est le contrebassiste du groupe Hell's Crack, originaire de Nantes, en Loire-Atlantique, qui se réunit au groupe French Lovers, originaire de Paris,. C’est lors d’un concert des Hell's Crack en première partie de la Mano Negra sur la tournée Puta's Fever (1989) qu’il fait la connaissance de Manu Chao, qui est alors membre du groupe Mano Negra. Ils deviennent très vite amis. Manu l'invite à faire du studio, et c'est le début d’une collaboration fructueuse. Gambeat intègre en 1993 la Mano Negra en tant que contrebassiste sur le projet El expreso del Hielo y del fuego, où une centaine de saltimbanques prennent le train de Bogota à Santa Marta en passant par Aracataca, le village natal de Gabriel García Márquez.
En 1993, la séparation de la Mano Negra pousse Manu Chao vers un nouveau projet. Gambeat participe activement à cette nouvelle aventure. Il accompagne Manu dans ses tournées promotionnelles pour défendre le dernier album de la Mano Negra (Casa Babylon) ainsi que sur ses projets Solo de (1994/99). En 2001, ils forment ensemble le groupe Manu Chao Radio Bemba Sound System. Gambeat contribue à l'identité musicale unique du groupe en apportant son style de jeu de basse polyvalent, fusionnant habilement ses influences punk rock, reggae, ska, salsa et musiques du monde. Après avoir arpenté le monde entier avec leurs différentes tournées, ils sont en pause depuis 2018.

### Autres participations
Outre les albums du combo réuni autour de Manu Chao, Gambeat a également participé aux disques de La Colifata et de La Kinky Beat, et produit l'album Alerta Bihotza du groupe barcelonais Che Sudaka. On le retrouve sur le DVD de Manu Chao, Babylonia en Guagua, sorti en 2002, avec le concert donné par Radio Bemba à La Villette à Paris. On le retrouve aussi sur un autre DVD live de Manu Chao, Baionarena, sorti en 2009.
En 2006, il produit le second album, The Chance, du groupe français de punk rock Six-8. Il produit l'année suivante le premier album du groupe belge Superamazoo, Compétences Universelles, et participe au nouvel album de Manu Chao, La Radiolina, sorti en septembre de cette même année 2007. 
Gambeat est également connu pour ses collaborations en tant que musicien, producteur ou bien Coach, avec de nombreux artistes de renom et de divers genres musicaux. Il a travaillé avec Manu Chao, Calypso Rose, Sergent Garcia, Fermin Muguruza, Claudio Capeo, Naaman et bien d’autres encore. Ses productions fusionnent souvent des éléments électroniques avec des voix accrocheuses, ce qui a contribué à toucher un public très varié et diversifié.
Au fil des années, Gambeat a également développé ses talents de producteur. Il a travaillé sur plusieurs albums de divers artistes, apportant son expérience et sa créativité à leurs projets musicaux. 
Le 15 juillet 2022, Gambeat publie le titre Love Over Evil avec Chalart58, son ex-compère de la Radio Bemba ainsi que le chanteur Davojah (de Perpignan). Il est programmé au Bacchus Festival en juin 2024.